# Еспарто (трава)
Еспарто (шп. еsparto ), такође позната и као еспарто трава, шпанска трава, халфа или алфа је заједнички назив за биљне врсте из породице трава (лат. Poaceae) - Stipa tenacissima и Lygeum spartum, које од природе расту у северној Африци, јужној Шпанији, на Сицилији и Сардинији. Од њихових листова израђују се текстилна влакна која се вековима користе за израду канапа, ђонова обуће, корпи, простирки и других трајних предмета, а такође и у производњи папира. Веома уски листови S. tenacissima у оптицају су као ”лажна коњска длака”.

## Примена

### Текстилна влакна
Од листова еспарто траве вековима се израђују текстилна влакна која имају велику чврстину и флексибилност и вековима се користе за израду ужади, јефтине обуће, корпи, простирки и других сличних предмета који захтевају чврстоћу и дуготрајност.

### Целулозне сировине
Дрво се користи као главни извор целулозе за производњу папира, али се користе и други материјали - памук, лан, конопља, јута, сисал или сисал-конопља, кенаф, слама, багаса, еспарто, отпадни и стари папир и текстилни материјал и слично. Дрво је најважнија сировина за производњу целулозе. Чак 90% укупне светске производње целулозе се добија од дрвета. У индустрији папира данас се углавном прерађују вишегодишње биљке: четинари и листопадне биљке. Структура ових биљака је изузетно влакнаста, што је заправо резултат влакнасте структуре молекула целулозе.
Влакна еспарта су слична влакнима сламе, али се разликују по својој способности да задрже већу количину пунила, што омогућава производњу пунијег папира. Целулоза добијена из еспарта користи се за производњу квалитетних бездрвних папира од којих се захтева чврстоћа и добро обликовање листова.

## Слике
- Stipa tenacissima
- Чврста трака исткане од еспарта
- Еспадриле у потпуности израђене од еспарта
- Процес ткања влакана еспарта